# Erigorgus prolixus
Erigorgus prolixus är en stekelart som beskrevs av Atanasov 1975. Erigorgus prolixus ingår i släktet Erigorgus och familjen brokparasitsteklar. Inga underarter finns listade i Catalogue of Life.